# P.C. Damborg
Peder Christian Damborg (30. maj 1801 i København – 31. december 1865 sammesteds) var en dansk forgylder og ornamentarbejder.
P.C. Damborg gik ca. 1817-24 på valsen og rejste også siden årligt udenlands "for at følge med". Ved sin hjemkomst aflagde han prøver for Kunstakademiet i København. I 1825 blev han udnævnt til kgl. hofforgylder og fik derfor overdraget alt forgylderarbejde på den da næsten fuldførte Christiansborg Slot (møbler, kandelabre, spejle mv.), ofte i samarbejde med arkitekten G.F. Hetsch, der var den ledende skikkelse inden for senklassicismen. Damborg udførte genstande til stort set alle tidens væsentlige kunstnere og samlere. Mange bevarede billedrammer vidner om hans høje faglige kunnen. Ofte bærer de endnu hans etiket med adressen, der fra 1830 var Store Strandstræde 105 (fra 1863 benævnt 39) i København. Et manuskript fra hans hånd fra 1822, Beschreibung der Holzvergoldung, og et hæfte profiltegninger m.m. opbevares i Designmuseum Danmark.
Damborg havde flere tillidshverv, bl.a. var han inspektør ved den Reiersenske tegneskole, medlem af Haandværkerforeningens bestyrelse og formand for forevisningsudvalget i Industriforeningen. Han var ansat som forsørgelsesforstander i 9. hoveddistrikts 3. forstanderskab i 28 år. Han var desuden fra 1851 til sin død medlem af Københavns Borgerrepræsentation.
Han er begravet på Garnisons Kirkegård.
Der findes et portrætmaleri af Elisabeth Jerichau Baumann fra 1853. Afbildet på Andreas Herman Hunæus' maleri af Store Bededagsaften (1862, Københavns Museum).